# (2830) Greenwich
(2830) Greenwich est un astéroïde de la ceinture principale.

## Description
(2830) Greenwich est un astéroïde de la ceinture principale. Il fut découvert le 14 avril 1980 à la station Anderson Mesa par Edward L. G. Bowell. Il présente une orbite caractérisée par un demi-grand axe de 2,38 UA, une excentricité de 0,21 et une inclinaison de 25,4° par rapport à l'écliptique.

## Compléments